# Shanghai Maxi Cheng
Shanghai Maxi Cheng (chiń. 上海马戏城站) – stacja metra w Szanghaju, na linii 1. Zlokalizowana jest pomiędzy stacjami Wenshui Lu i Yanchang Lu. Została otwarta 28 grudnia 2004. Znajduje się obok Shanghai Circus World.